# Tantilla albiceps
Tantilla albiceps este o specie de șerpi din genul Tantilla, familia Colubridae, descrisă de Thomas Barbour în anul 1925. Conform Catalogue of Life specia Tantilla albiceps nu are subspecii cunoscute.